# Jean de Bourbon-Vendôme (Corneille de Lyon)
Jean de Bourbon-Vendôme, comte de Soissons et d'Enghein  est un tableau de Corneille de Lyon réalisé vers 1550.

## Description
« L'intérêt que porte le plus souvent Corneille au seul visage est ici manifeste: toute son attention s'est concentrée sur le regard pensif, tandis que figure et vêtements ont été rapidement brossés. ».

## Analyse
Au revers, le cachet de Colbert de Torcy et sur une étiquette du XVIIe siècle, une notice sur le modèle.
Historiquement, ce tableau a toujours été considéré comme le portrait de Jean de Bourbon-Vendôme (1528-1557), comte de Soissons et fils de Charles IV de Bourbon.
Toutefois, un autre portrait de Corneille, représentant un autre personnage et conservé à Dijon est lui aussi considéré comme le portrait de Jean de Bourbon-Vendôme.
Dubois de Groër note deux éléments qui font également douter de la pertinence d'une telle reconnaissance : 
-  La personne représentée semble avoir vingt-deux ou vingt-trois ans, et donc Jean de Bourbon-Vendôme, si c'est bien lui, aurait été représenté aux alentours de l'année 1550 (c'est d'ailleurs la date retenue par le cartel du musée du Louvre). Or Jean a reçu l'ordre de Saint-Michel en 1547 et l'aurait certainement fait représenter.
- Par ailleurs, il existe un crayonné de Jean conservé au musée Condé de Chantilly, et il n'a que peu de rapport avec le tableau du Louvre.
Dubois de Groër estime que ce tableau est un original de Corneille, pointant l'attention du peintre porté au visage, et non aux vêtements.